# Radonjica
Radonjica je naselje u gradu Leskovcu, Jablanički upravni okrug, Srbija. Prema popisu iz 2022. godine u Radonjici je živjelo 618 stanovnika.